# Brad Lewis
Bradford Clark Lewis (nacido el 29 de abril de 1958) es un productor de cine, director de animación y político local estadounidense. Produjo Antz, de Dreamworks y, para Pixar, la ganadora del Óscar Ratatouille. También codirigió Cars 2 de Disney·Pixar, y también produjo la película animada de Warner Bros. Animation Group Storks. Es el exalcalde de la ciudad de San Carlos, California.

## Vida personal
Lewis nació en el  Condado de Sacramento, California. Se crio en San Mateo, California y se mudó a San Carlos en 1991. Lewis se graduó en la Fresno State University con un Grado en Teatro, y vive en San Carlos, California. Brad tiene un hijo, Jackson Lewis, y una hija, Ella Dale Lewis.

## Carrera

### Pacific Data Images
Lewis trabajó en Pacific Data Images (PDI) durante más de trece años donde fue el vicepresidente de Producciones. Trabajó como productor representante para PDI en películas como Forces of Nature, El pacificadory Broken Arrow. Lewis produjo especiales de televisión como The Last Halloween de Hanna Barbera, por el que ganó un Emmy, y el primer episodio 3D de Los Simpson. Ganó su segundo Emmy por el diseño gráfico utilizado en Monday Night Football, de ABC. Además, la producción comercial de Lewis le ganó dos Clios. También trabajó como productor en Antz. Lewis iba a dirigir la película de animación cancelada Tuskers con Tim Johnson. Lewis dejó la compañía poco después de que fuese comprada por DreamWorks.[cita requerida]

### Pixar
Brad Lewis se unió a Pixar en noviembre de 2001; su primer crédito fue en Los Increíbles como actor. Trabajó como productor en Ratatouille en 2007 y más tarde codirigió Cars 2 en 2011. Codirigió la versión de habla inglesa de Ponyo en 2009.

### Recientemente
Lewis dejó Pixar para unirse a Digital Domain en 2011, en su división de Tradition Studios en Florida donde iba a dirigir películas animadas. Después de la bancarrota de Digital Domain y su cierre y despido en Tradition Studios, Lewis se unió a Warner Bros. como productor. Produjo Storks la cual fue estrenada el 23 de septiembre de 2016, y fue productor ejecutivo en The Lego Batman Movie. Lewis regresó a DreamWorks Animation para producir Cómo entrenar a tu dragón 3.

## Política local
Lewis trabajó cinco años en la Comisión de Parques y Recreación de San Carlos antes de ser elegido concejal en 2005. Se convirtió en teniente de alcalde en 2006, y alcalde en 2007. Trabajó en el Ayuntamiento de San Carlos en 2010.

## Filmografía
- The Last Halloween (1991) – Productor (TV)
- Bushwhacked (1995) – Productor Ejecutivo
- Broken Arrow (1996) – Productor Ejecutivo
- Han llegado (1996) – VP/Productor Ejecutivo: PDI
- A Simple Wish (1997) – Productor Ejecutivo: PDI
- El pacificador (1997) Productor Ejecutivoː PDI
- Antz (1998) – Productor, Historia
- Forces of Nature (1999) – Productor de Efectos Digitales Visuales: PDI
- Shrek (2001) – Historia, Agradecimiento Especial
- Los Increíbles (2004) – Voces Adicionales
- Ratatouille (2007) – Productor, Voces Adicionales
- Fine Food and Film: A Conversation with Brad Bird and Thomas Keller (2007) – Director
- Your Friend the Rat (2007) – Productor Ejecutivo
- Ponyo (2009) – Director (producción de Estados Unidos)
- Tracy (2009) – Actor: Doug Howard
- Cars 2 (2011) – Codirector, Historia, voz de Tubbs Pacer
- Storks (2016) - Productor
- The Lego Batman Movie (2017) - Productor Ejecutivo
- Cómo entrenar a tu dragón 3 (2019) - Productor